# Tanca de Melilla

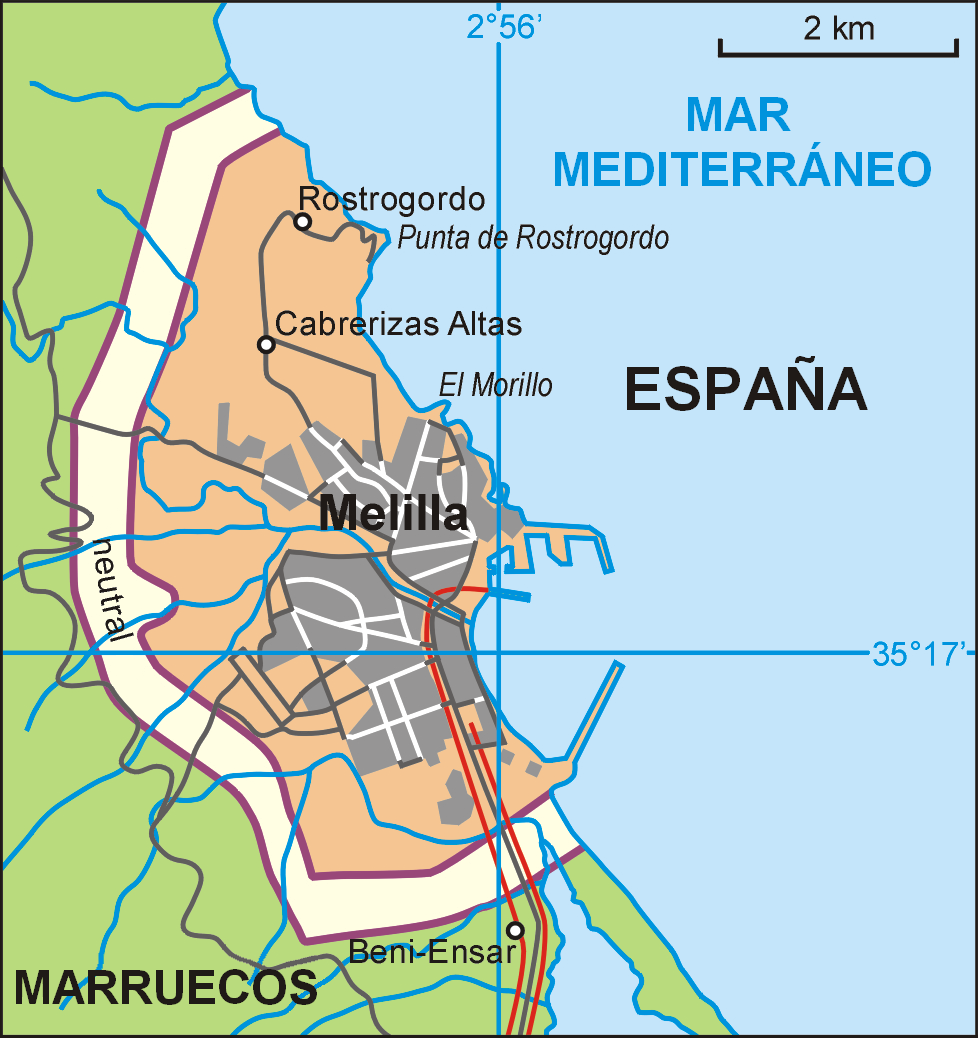
Localització de la tanca de Melilla i zona neutral

La tanca de Melilla és una barrera física de separació entre el Marroc i la ciutat espanyola de Melilla a l'Àfrica. El seu propòsit és dificultar la immigració il·legal i el contraban comercial.

## Estructura

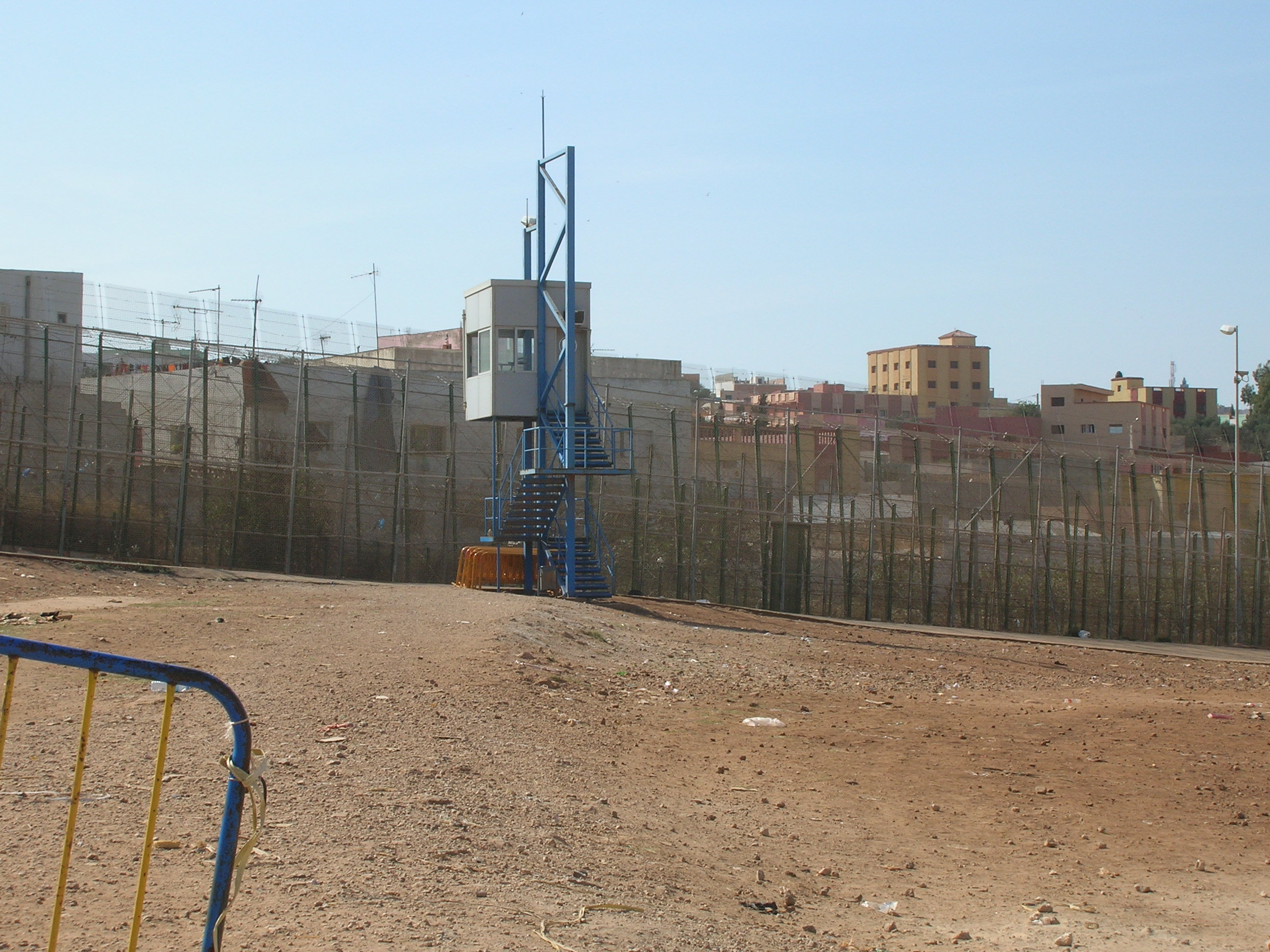
Lloc de guàrdia a la tanca de Melilla

El seu cost va ser de 5500 milions de pessetes. Consisteix en 12 km de tanques paral·leles de 6 metres d'altura amb filferros de pues al damunt. Hi ha llocs alternats de vigilància i camins entre les tanques per al pas de vehicles de vigilància. Cables sota el sòl connecten una xarxa de sensors electrònics de soroll i moviment. Està equipada amb llums d'alta intensitat i  videocàmeres de vigilància, així com equips de visió nocturna. La seva altura s'ha doblat a 6 metres a causa de la crisi d'immigrants en massa al setembre i novembre de l'2005 provinents del proper campament del Mont Gurugú.
Els intents de grimpar-hi es veuen frustrats per les característiques retràctils de la seva part final. Entre la primera i la segona hi ha un entramat a manera de tela d'aranya amb cable d'acer sense elements tallants, que alenteix la maniobrabilitat.
Incorpora sensors de presència, càmeres automàtiques i tota la informació se centralitza en un punt de gestió. Suposa un estalvi de personal de vigilància que ronda el 50%.
En 2013 es va col·locar una malla metàl·lica en la qual no es poden introduir els dits per grimpar. També es va incorporar a l'equip de vigilància de la Guàrdia Civil un segon helicòpter i el primer es va equipar amb una càmera tèrmica i un focus per vigilar durant la nit el territori marroquí. Dos Mòduls d'Intervenció Ràpida de la Guàrdia Civil s'ocupen de repel·lir els assalts.

### Ganivetes
El 2005 es van instal·lar a la reixa filferros amb ganivetes que provocaven profunds talls a les mans i cames dels que intentaven saltar. Després de les denúncies de diferents persones i col·lectius, i després de demostrar que causaven importants lesions, el president del Govern, José Luís Rodríguez Zapatero, es va comprometre a treure el 2006. Van ser retirades el 2007 i substituïdes per una sirga tridimensional.
El 2013, el Ministeri de l'Interior d'Espanya va tornar a col·locar ganivetes en els filferros de la part alta de la reixa al llarg d'un terç del seu recorregut.

## Salts

### 2005
L'octubre del 2005, més de 700 immigrants subsaharians desarmats van intentar entrar en territori espanyol des de la frontera marroquina. Molts d'ells van ser tirotejats pel personal de vigilància marroquina. Desenes de persones van ser deportades des dels voltants de la tanca i van ser abandonades al desert.
Un menor va morir en l'intent.

### 2006
Amnistia Internacional i Metges Sense Fronteres han acusat el Govern del Marroc d'abandonar centenars de refugiats al desert del Sàhara sense menjar i sense aigua el 2006.

### 2008
Després del temporal que va sacsejar Melilla a l'octubre de 2008, unes 65 persones van intentar traspassar la tanca, 45 ho van aconseguir.
Aprofitant els desperfectes que va patir el filat després de les inundacions de finals d'octubre, més de 200 persones van realitzar dos assalts massius, repel·lits per les policies  espanyola i  marroquina i la Guàrdia Civil amb material antiavalots i gasos lacrimògens.

### 2010
El tres de juliol van morir tres persones en intentar passar. Dues d'elles al costat marroquí i una del costat espanyol.
Set persones van saltar a l'octubre de 2010.

### 2011
Quatre persones van aconseguir saltar la tanca al juliol de 2011 després de diversos mesos sense registrar cap intent.

A l'octubre una altra persona va aconseguir passar.

### 2012

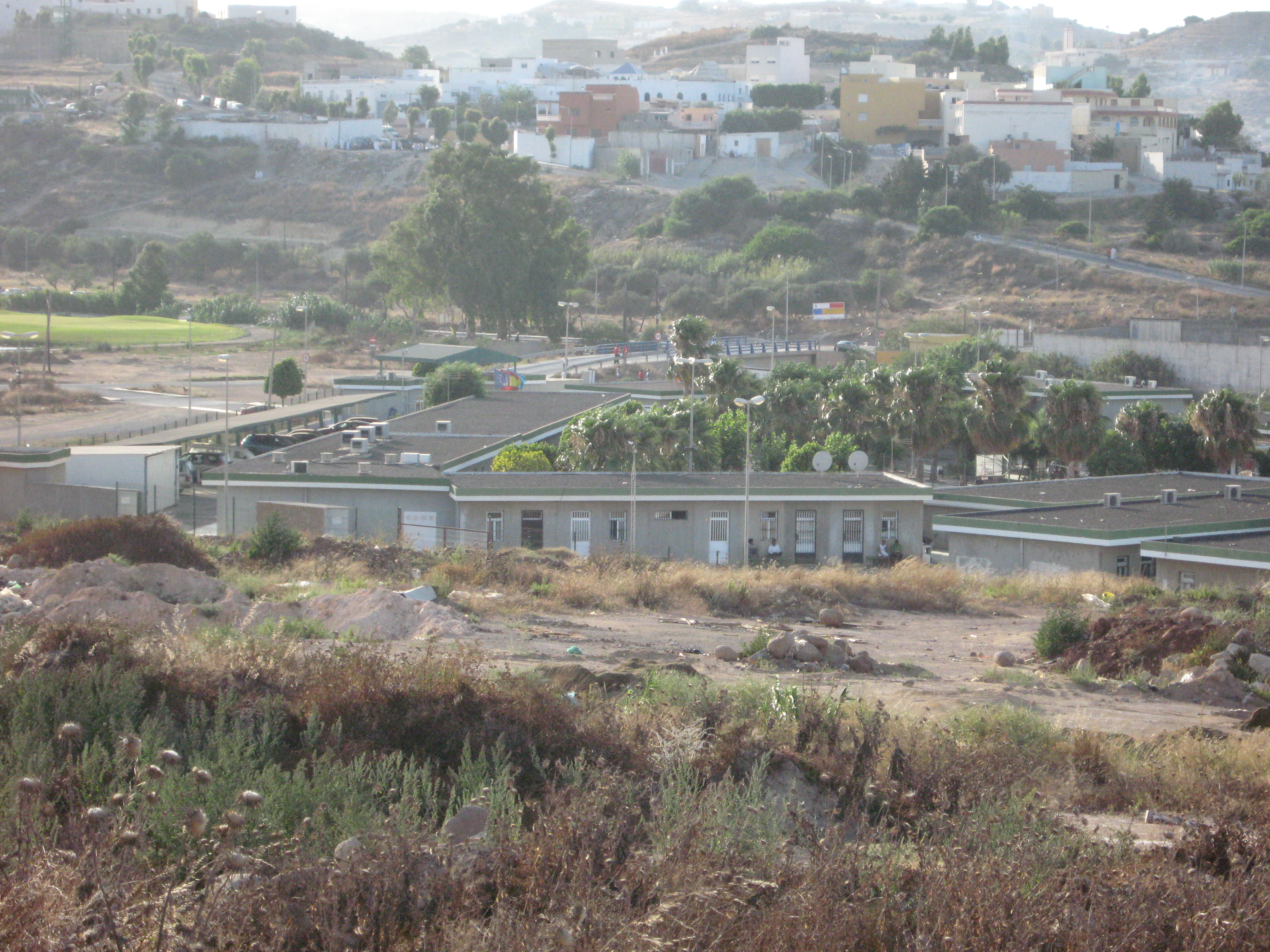
CETI.

Trenta persones van passar la doble tanca a l'agost de 2012 en dos intents coordinats en la mateixa nit d'aproximadament 70 i 80 persones cada un). Els trenta que van arribar a territori espanyol van ser ingressats al Centre d'Estada Temporal d'Immigrants (CETI) depenent de l'Imserso.
Quatre dies més tard un altre grup d'uns 450 persones va realitzar un altre intent massiu per saltar la tanca i unes 60 ho van aconseguir. La Delegació del Govern a Melilla va informar que tots ells serrien detinguts i se'ls aplicaria la llei d'estrangeria i serien internats en el Centre d'Estada Temporal d'Immigrants (CETI) que arribaria així als 720 interns.
El 2 de setembre hi va haver un intent fallit de 60 persones i altres 70 persones van aconseguir accedir a l'illa de Tierra, a l'arxipèlag de les Alhucemas, de sobirania espanyola. El 3 de setembre, 160 ho van intentar de nou, tot i que només entre 5 i deu van aconseguir arribar a l'altre costat. Davant l'augment d'intents de salt, es van traslladar a Melilla a l'agost agents del Grup de Reserva de Seguretat (GRS) de la Guàrdia Civil, dedicats al control de masses.
L'21 de setembre, van creuar entre 20 i 30 persones d'un total de 150 que ho van intentar.

### 2013
A l'abril de 2013, un grup d'unes 200 persones va intentar saltar la tanca i al voltant de 50 ho van aconseguir.
El juny de 2013, un grup d'unes 300 persones va intentar saltar la tanca i al voltant de 100 ho van aconseguir.
Al juliol de 2013, un grup d'unes 100 persones va intentar saltar la tanca i al voltant de 40 ho van aconseguir. Tres periodistes van ser detinguts quan estaven cobrint la notícia.
Al novembre de 2013 un grup d'entre 150 i 200 persones va aconseguir passar a Melilla a través de la tanca. Una persona va morir al caure des de dalt de la tanca durant el salt.

### 2014
El 6 de febrer, centenars de subsaharians van intentar travessar la frontera per terra i mar. 9 d'ells es van ofegar en l'intent. Els cossos d'altres quatre immigrants van ser recuperats en dies posteriors. El PSOE va qüestionar l'actuació de la Guàrdia Civil, i va demanar la compareixença del Ministre de l'Interior Jorge Fernández Díaz, el qual va reconèixer que s'havien llançat pilotes de goma a l'aigua.
El dia 24 de febrer, mig miler immigrants van tractar de nou de saltar la tanca. Uns cent d'ells ho haurien aconseguit.
El dia 28 de febrer, més de 200 immigrants van aconseguir entrar a la ciutat autònoma, en un nou assalt massiu. Després d'entrar a la ciutat, els subsaharians es van dirigir al Centre d'Estada Temporal d'Immigrants (CETI).

### 2022
El 2022 s'hi varen produir els fets coneguts com la massacre de Melilla, en què un creuament massiu d'entre 500 i 2.000 persones durant la matinada del 24 de juny va provocar la matança de fins a 23 (segons les fonts oficials) i una quarantena (segons les ONGs) de migrant marroquins i també de gendarmes marroquins. La filtració de vídeos i imatges de brutalitat i descura policial, unida al silenci institucional al llarg del dia, va implicar que els fets tinguessin un gran abast mediàtic internacional i de consternació política i ciutadana.